# たんぽぽ (小説)
『たんぽぽ』は、川端康成の未完に終わった最後の長編小説。愛する人の体が突然見えなくなる「人体欠視症」という病に侵され、のどかなたんぽぽの花咲く田舎町の精神病院に預けられた娘の心の深淵を探る物語。独創的な構成により、人間の「愛」「性」「狂気」「運命」「言葉」など難解なテーマを織り込んだ作品で、生涯の最後に「魔界」の新たな展開に挑んだ川端の意欲が看取される実験小説である。『大和物語』の「生田川伝説」（菟原処女の伝説）や、三井寺伝承の能・民話との関わりも指摘されている作品でもある。
川端はこの物語を、1964年（昭和39年）から断続的に執筆していたが、完結を見ないままに1972年（昭和47年）4月16日のガス自殺により絶筆となった。

## 発表経過
初出は、1964年（昭和39年）、雑誌『新潮』6月号（第61巻第6号）から連載開始されたが、2度のブランク（オスロでの国際ペンクラブ大会出席と、睡眠薬や疲労からの肝臓炎による入院）やノーベル文学賞受賞による多忙などもあり、1968年（昭和43年）10月号（第65巻第10号）を最後に途絶のまま放置され、1972年（昭和47年）4月の川端の死により未完作となった。
雑誌『新潮』に断続的に連載された全22回の経過を以下に記載する。
- 第1回：1964年（昭和39年）6月号
- 第2回：1965年（昭和40年）2月号
- 第3回から第8回：1965年（昭和40年）4月号から9月号
- 第9回から第10回：1965年（昭和40年）11月号から12月号
- 第11回から第12回：1966年（昭和41年）1月号から2月号
- 第13回から第14回：1967年（昭和42年）11月号から12月号
- 第15回から第18回：1968年（昭和43年）2月号から5月号
- 第19回から第22回：1968年（昭和43年）7月号から10月号

以上の未完の全22回の全文は、川端没後の1972年（昭和47年）6月刊行の『新潮臨時増刊・川端康成読本』にまとめて再掲載された。その後、川端が生前、修正を書き加えていた初出雑誌の切抜が発見され、それを基に川端香男里が校訂し、同年9月30日に新潮社より単行本が刊行された。文庫版としては1996年（平成8年）1月10日に講談社文芸文庫より出版された。
単行本刊行に当たっては、川端の校正で縦の棒線による抹消指示のあった初出連載時の第12回中の5行分のエピソード（ゴヤについての所）が削除された。また、第15回の約1ページ分（久野が稲子の髪の毛先を切った挿話）を川端が、後のストーリー部に入れ直すことを企図して〈後の事〉と付記していたため、その部分は本文から削除された（この2つの削除部分は、付録の「覚書」内で記載されている）。
翻訳版は、英語（英題：Dandelions）、フランス語（仏題：Les pissenlits）、中国語（中題：蒲公英）で行なわれている。

## あらすじ
2月のある日、木崎稲子の母親と稲子の恋人・久野は、のどかな生田町の常緑樹林の丘の上に建つ常光寺境内にある精神病院・生田病院に稲子を入院させた。寺と病院を包む丘は、古い皇陵にも見えた。稲子の奇病は、突然と目前の人の体が見えなくなる「人体欠視症」という不思議なもので、その最初が久野に抱かれている時だった。この症状は極度の愛から引き起こされるようだった。
母親と久野は稲子を入院させた帰り道、鮮やかな黄色いたんぽぽが咲き乱れる生田川の堤を歩きながら、稲子の身の上を案じて議論する。そもそも稲子を病院に預けることに反対だった久野は、結婚して自分が治してみせると訴えるが、「人体欠視症」の産婦が赤ん坊の首を絞めて殺してしまったという話を東京の医者から聞いていた母親は、まずは稲子の病気を病院で治すことを先決とした。
入院したばかりの稲子が撞いた15時を告げる常光寺の梵鐘の音が響いた。そのたどたどしい音から、母親は稲子が中学1年の暮に親子3人で家族旅行をした折、近江八景の三井寺で鐘を撞いていた娘の姿を想い出した。そして、その3年後に稲子の父親・木崎正之が亡くなった経緯に思いを馳せる。正之は、高校生の稲子と西伊豆に騎馬旅行中、崖を踏み外して馬と共に転落死した。その光景を見た衝撃と悲しみは稲子の深い心の傷となった。
生田の停車場の方に向う土橋のところで、母親は、たんぽぽのような男の子を見た。その子が川か海の小妖精に見えた母親は、稲子に会わせれば病気が治ると考え、少年を追い駆けたい衝動にかられた。一方、久野の方は、生田川の向う岸に白い鼠や、白いたんぽぽを見たりした。
明日また生田病院を訪ねたいという久野の要望で、母親と久野は、この町の生田館という宿に宿泊することにした。2人は宿に入ってから、18時の時刻を知らせる常光寺の梵鐘の音を聞いた。それは平凡な音だったが、稲子が撞いた15時の鐘の幻を母は聴き、久野は、生田病院の古い患者・西山老人が撞いた「気高い問罪者が鳴らす音」だと感じた。
食事と風呂の後も、2人は話し続けた。母親は少女時代の稲子を回想し、卓球部だった高校生の稲子が試合中にピンポン玉が見えなくなって早退したことを思い出す。夜21時の梵鐘の音が響くと、友人との関西旅行で仁徳天皇の御陵大仙陵古墳の緑地で白鷺の群れに感動する稲子の挿話を語った。2人は襖1枚隔てた部屋に寝床をとった後も、稲子の「人体欠視症」をめぐって男女の愛について長い会話を交わした。
母親は寝支度で帯を解く時、急に隣室の久野を男として意識し、亡き夫・正之との夫婦生活のことを回想した。旧陸軍中佐だった正之は、戦地で負傷し右脚が義足になり性的不能に陥っていた。一方、稲子が病院で眠っているか考えていた久野は、寝床の上の古い電球を見ているうちに、稲子が久野の体の手前に見たという「桃色の弓形の虹」が現われ、稲子との愛を回想する。

## 登場人物
木崎稲子の母
40歳過ぎの未亡人。約6年前に夫・木崎正之を亡くす。〈人体欠視症〉になった娘・稲子を〈きちがひ病院〉に入院させるために、娘の恋人・久野と一緒に生田町を訪れる。生田館の寝床でふと、戦地の怪我で性的不能になった亡き夫から教えられたバルザックの警句「40歳の女は君のために一切をしてくれるだろう。しかし、20歳の女はなに一つしてくれない」を思い出す。
久野
稲子の恋人。若い医者。自宅の4階アパートに稲子が時々訪れていた。肉体関係を持ったのは稲子だけ。稲子の髪をサディスティックになぶるのが好き。稲子の〈人体欠視症〉を〈純潔過ぎるほどの女の愛〉の証だと思っている。稲子は父親を亡くした16歳の頃に久野と出会った。ある日、稲子の長い髪の毛先をそっと触っても何の感応もないことから、その毛先を強引に切ってしまったことがある。
西山老人
生田病院の主のような患者。常光寺の本堂の畳で古新聞紙などを広げ〈仏界易入　魔界難入〉という文字を書く。痩せて歯は抜け頬がこけ、白内障で目が悪いが、書には力があり〈狂気あるひは魔気〉がひそむ。人生のある時期に〈魔界〉に入ろうとしたが出来なかった。夕方19時のラジオのニュース直前の天気予報を伝える若い女性アナウンサーの〈美しい青春の木霊〉のような声に毎日慰められている。久野は、この老人が過去に大罪を犯したことがあると考える。西山老人は、芸術家の川端自身を劇画化した人物だと指摘されている。
生田病院の医師
治療の一環として、朝の6時と10時、午後3時と夕方の6時、夜の9時に、常光寺の梵鐘を患者に撞かせている。その鐘の音を〈患者がなにかを訴へる声〉〈心の奥からのひびき〉と考えている。
少年
小学生服を着た男の子。小学生か中学の低学年くらいの歳。濃い黄色のたんぽぽのような少年。稲子の母は、この少年を天使に類する人と直感する。
※ 母親と久野の回想・対話の中
木崎正之
稲子の父親。元旧陸軍中佐。太平洋戦争のフィリピンで負傷した右脚を腰の付け根から切断し義足となる。戦争末期には、米軍が上陸した場合のゲリラ戦に備え鹿児島に駐留。敗戦で虚脱状態になり、馬で山中に入り自刃しようとしたが、名前を彫ろうとした楠の大木のところで、山の妖精のような不思議な少女と出くわし救われ5日目に隊に戻った。その2年後、東京の乗馬倶楽部の教師になる。〈掌中の玉といふより生命の泉〉である愛する一人娘・稲子と騎馬旅行に行った西伊豆で、馬もろとも崖から転落死した。
木崎稲子
正之の娘。22歳。声がきれい。冷え性で手や足が冷たい。睫毛が長く黒目が美しい。肌がなめらかできれい。敗戦時には3歳。鹿児島の山中で父が出会った〈神の巫女か妖精のやうな天女〉と自分を重ねて幻想を抱いていたが、父を事故死から救えなかった贖罪により、その少女像は消滅する。翌年の高校2年の冬、卓球の試合中に突然ピンポン球が見えなくなり早退した日、自室の机の引出しの奥にしまってあった2つのピンポン玉と久野に切られた毛先を取り出し、中庭の寒椿の赤い花から、父に髪をきつく引っ張られた懐かしい記憶に思いを馳せる。中学時代に盲学校へ見学に行った時に盲人の野球や卓球試合を見ていた。
陽子
稲子の高校時代の友人。同じ卓球部。試合中に様子がおかしくなった稲子を家まで送った。
北尾夫人
戦争未亡人。英語が堪能で派手な夫人。正之の乗馬倶楽部に入っていた。嫉妬した稲子の母親は、北尾夫人が夫に近づくことを危惧し、5歳の稲子をお目付役として乗馬倶楽部に伴わせた。そのため稲子は馬場のマスコットになり、乗馬に親しむようになった。正之も稲子も、北尾夫人を嫌っていた。

## 作品背景
※川端康成の作品や随筆内からの文章の引用は〈　〉にしています（論者や評者の論文からの引用部との区別のため）。

### 構成・構造
『たんぽぽ』の物語は、木崎稲子の母親と、恋人・久野との対話と回想によって進行し、ヒロインの稲子自身は2人の対話と回想の中で語られる不在の存在として描かれ、見えない稲子の内部世界が説明されてゆく、という独創的な構成となっている。
これは佐伯彰一も指摘するように、「人体欠視症におかされた少女が、さらにその場から欠落せしめられているという二重の手順」により物語世界が複雑に構成されていることでもあり、読者が「不在」のヒロインを探し視て、彼女の〈欠視〉が示す愛の謎を視ることを強いられていくという「二重の無」を内包する構造を持っている。

### 設定
ヒロイン・稲子が侵される〈人体欠視症〉という精神的要因の病は実際にはない病名で、川端の創作したものである。
作品舞台となっているのは〈生田町〉という海沿いの田舎町で、近くに〈生田川〉が流れている土地であるが、冬でも岸辺に沢山のたんぽぽの花が咲き乱れる場所としてフィクション的に想定された空間である。執筆当時の川端の鎌倉の自宅の庭には、実際に冬でもたんぽぽの花が異様なほど咲き乱れていたことがあり、書斎の右脇から見える庭には、稲子の家の中庭のように椿の木もあった。
この〈たんぽぽのやうにあたたかい生田町〉という地名が表わす意味は、「生み出す土地」「田畑」「生産力、生命力」の象徴だと見られているが、さらに、その〈生田町〉の〈きちがひ病院〉が〈常光寺〉という光の遍在を意味する場所にあることで、社会的に「狂気・罪悪・不倫」とされるものが「人間の〈最も根元の生命〉として〈実在〉の世界に深くくいこんでいる」ことを暗示させようとしたのではないかと考えられている。
また、稲子の父・木崎正之が終戦時に鹿児島県に駐留していたという設定になっているが、川端自身も1945年（昭和20年）4月に、海軍報道班員として鹿児島県鹿屋航空基地に1か月滞在し、特別攻撃隊の出撃を見送っていた。

### 古典からの着想
作品舞台に出てくる〈生田川〉は、兵庫県神戸市に実在する川であるが、『大和物語』で語られる「生田川伝説」で、2人の男に求愛され苦悩する処女・菟原処女が入水自殺する川として知られている。この伝説は謡曲『生田敦盛』や『求塚』、森鷗外の戯曲『生田川』の下敷きになっているが、「生田川伝説」の元々の原典は『万葉集』の「菟原処女の伝説」である。川端は『たんぽぽ』の執筆を途絶していた1969年（昭和44年）5月1日にハワイ大学の講演で、この「菟原処女の伝説」について触れている。
森鴎外の戯曲『生田川』では、「死」を表現する「白」が基調となっているが、川端の『たんぽぽ』にも、稲子が仁徳天皇の御陵大仙陵古墳の緑の中で〈白鷺〉に感動することが触れられ、久野が生田川の堤で〈白い鼠〉や、〈白いたんぽぽ〉を見る場面がある。
また、中学1年の稲子が初めて撞いた三井寺の鐘から、世阿弥の作の謡曲『三井寺』や、その他の三井寺伝承の民話『三井の晩鐘』に見られる主題（別離した親子の情愛・再会）との相関性が指摘されている。また、大般涅槃経の無常偈（むじょうげ）と称される4句「諸行無常、是生滅法、生滅滅已、寂滅為楽」の響きが三井寺の鐘にあることから、『たんぽぽ』の常光寺で定時に撞かれる梵鐘との呼応や類似性も看取されている。
なお、川端は1943年（昭和18年）春に黒田政子（従兄・黒田秀孝の三女）を養女としてもらい受け、その1か月後に、京都から大津の三井寺に旅して、旅先から政子に宛て絵葉書を送っている。

### 意図・意義
川端は若い時から、〈「東方の歌」と題する作品の構想〉を抱き、それを〈白鳥の歌〉（最後の作品）にしたいという作家的意欲を持って、〈東方の古典、とりわけ仏典を、世界最大の文学と信じて〉いた。そして、それを〈書けずに死にゆくかもしれないが、書きたがつてゐたといふことだけは、知つてもらひたいと思ふ〉とも語っていた。
この川端の〈東方の歌〉の「序説」としての意味合いを持つものが『美しい日本の私――その序説』（1968年）だと見るのはたやすく、川端がその記念講演の中で自らの文学について語った〈東洋の無〉〈仏教の無〉を裏打ちできる作品が、その直前まで連載中だった『たんぽぽ』（最後の長編）であり、〈白鳥の歌〉（最後の作品）であったと考えられる。
また川端は林芙美子が亡くなった折に、林の未完の遺作『めし』に寄せて、〈未完の絶筆は、作者を代表する名作となり、作者の生涯を決定する象徴ともなつてゐる〉として、〈処女作に作家のすべてがあるとしますと、絶筆にはなほ作家のすべて〉があると語っており、自身の生涯最後の作品にも、こうした〈名作〉を目指す思いがあったことが容易に推察される。

## 作品評価・研究
※川端康成の作品や随筆内からの文章の引用は〈　〉にしています（論者や評者の論文からの引用部との区別のため）。
絶筆となった『たんぽぽ』は、川端文学の重要な要素の一つである〈魔界〉を描いた作品系列（『みづうみ』『眠れる美女』『片腕』など）に連なり、それをさらに方法論的にも新しく発展させようとした実験的な試みが看取され、人間の愛や性、精神の交流、言葉など複雑なテーマを描こうとしている作品である。
そういった作者の意欲が途絶して終わってしまったことで、川端の筆の衰弱を見る向きもあるが、従来の川端の創作姿勢（どこで終ってもいいような短編の積み重ね的な作風）から、執筆途上であっても一つの完結した作品だと見なして高評する論者も多い。
また、稲子が何故〈人体欠視症〉になったのかを考察するにあたり、〈魔界〉をめぐる中心的主題への複雑な解釈が見られる作品で、それらを総合的に大別すると、「醜・魔性・魔界」と「美・純愛・仏界」という負と正の2つのイメージ概念を対立的に捉えつつ前者が後者により救済・浄化される方向性を見る解釈と、両者の対立が解消・統合されていく方向性を見る解釈がある。
秋山駿は、『たんぽぽ』で表わされている主題や独創的な展開、緊張感のある対話が連続する文体などに「作家の断乎たる決意による新しい創造」の感を受けたとし、川端の「畢生の大作」「窮極の作品」「正しく命を削る仕事」と評している。そして、三島由紀夫の川端論で触れられていたニーチェのワグナー評の「大きな壁と大胆な壁画を愛する」（『ニーチェ・コントラ・ワグナー』）を鑑みつつ以下のように考察している。
しかし同時に秋山は、この未完作の行方を想像し、「人間同士を結局は一人一人に別け隔てるところの亀裂と深淵、男と女の間に口を開く、それこそ真率にして沈痛なドラマ」が展開されるのではないかと、川端が横光利一の『悲しみの代価』を評して言った〈全編を貫く真率沈痛な調子〉〈真髄の露岩〉という言葉を川端自身のこととして引き取っている。
吉村貞司は、父の死に傷ついた稲子の純粋性の発現が〈欠視〉だと捉え、これを川端が三重苦の少女を描いた『美しい旅』（1939年）の視覚・聴覚欠如のバリエーションだとしながら、〈欠視〉を「聖少女」を完成させるための装置だと解説している。こういった先行作品との関連では、岩田光子も、『美しさと哀しみと』のヒロイン・音子が大木との性行為のエクスタシーの瞬間に大木が見えなくなる描写があることや、『眠れる美女』の少女たちの眠り（視覚欠如）との系譜を指摘している。
小川洋子は、未完であっても「本質的は十分に完結した小説」だと評し、久野との「愛の結果として肉体がもたらすものへの不安」が、稲子の〈欠視症〉の原因だとしている。武田勝彦は、〈欠視症〉の原因を、父の不慮の死の他、久野のサディスティックな愛し方に理由があると見ている。
今村潤子は、稲子の母が出会う〈黄の濃いたんぽぽのやうな少年〉や、父・正之が敗戦時に山中で出会った〈天女のやうに気高く〉〈神さまの巫女か、神さまのお使ひの妖精のやうな〉美しい少女が、「異常な状況の中にいる者を正常へ引き戻す力を与えられた存在」として造形されていることに着目し、彼らが〈魔界〉の世界の「出入り口」のところで、「両方の世界への仲介者としての働き」を持つ存在として居ると考察しながら、こうした〈妖精〉の属性を持った「〈魔界〉の誘引者としての役割」を担った中性的な人物が、他の〈魔界〉をテーマにした作品群『舞姫』『美しさと哀しみと』にも登場することを指摘している。
瀧田夏樹は、『たんぽぽ』が川端のノーベル文学賞受賞後も、約3年間放置されたまま絶筆になってしまった本当の理由は、〈師友〉であった三島由紀夫の衝撃的な突然の死があったからだとし、木崎正之という元旧陸軍中佐に、自身の戦後の虚脱感を重ねた川端の内面は、三島同様に敗戦による深い傷を負い、その「自覚的再生と結実」の戦後の活躍は、三島という後輩との邂逅と刺激によって保たれていたために三島を失った隙間を埋めるものは、「彼の余生にはもう残されていなかった」と解説している。
そして瀧田は、三島との出会いの時から川端が〈三島君自身にも容易には理解しにくいのかもしれぬ〉と、その〈早成の才華〉の〈結実〉への希望を持ち、最後まで抱き続けた「三島由紀夫の恐るべき可能性への期待」の大きさゆえに、その死は同時に川端自身にとっての絶望になったとし、三島への計り知れない期待イメージは、〈たんぽぽのやうな少年〉に対する、〈人間の子〉とは思えない〈小妖精〉〈利発さうな子〉〈盗んで帰りたい〉という「もどかしさ」の印象に表われていたと考察している。
原善は、『たんぽぽ』で語られる様々な主題の中から、〈言葉〉について焦点を当て、川端がそれまで随筆や評論などで語ってきた一貫する言語観（言葉への不信）を踏まえつつ、川端が目指し続けた〈表現の革命〉として最後に手がけた『たんぽぽ』を、「言葉によって〈仮りの姿に装はれ〉た道徳・文化といったものの仮象性を痛烈に暴くことでそれらを批判し、さらにそれらによって抑圧されているものの発現の実相を描こうとしている作品として読まれるべき」とし、「〈悪〉〈狂気〉」と「〈愛〉〈純粋性〉」と二元的に分けて呼ばれるものの「分裂を止揚」し、〈根元の生命〉〈人間の実存、生命の本然の復活〉を志すのが〈魔界〉の世界観だと解説している。
そして原善は、作中の地名に関連のある謡曲『生田敦盛』『三井寺』の2篇に共通する親子間の愛のモチーフが『たんぽぽ』にもあるとして、稲子の〈欠視症〉が〈自分のある部分を見まいとする、愛する人のある部分を見まいとする、人生のある部分を見まいとする〉病だと記述されていることに着目しつつ、稲子の中には、「潜在的インセスト」（近親相姦）としての禁忌の「父恋」があると考察し、物語の二重の構造性（主人公の不在と欠視）が、「不可視の世界を幻出させる」という文学の機能をより際立たせ、読み手に、稲子の恋慕の対象である「非在の父を視ること」が強いられていく作品の構成意図を解説している。
森本穫は、川端が物語の下敷きにしたと思われる「生田川伝説」（菟原処女の伝説）や謡曲『生田敦盛』、三井寺伝承の謡曲『三井寺』『求塚』、民話『三井の晩鐘』などの親子間の情愛のモチーフや、『たんぽぽ』での仁徳天皇の御陵大仙陵古墳の白鷺の挿話や、稲子の入院する病院の建つ丘が〈皇陵〉に喩えられていることなどを統合的に考察しながら、稲子の〈欠視症〉が、死の世界にいる父への愛と、現前の恋人・久野への愛という2人の男の狭間で稲子が苦悩することに原因があるという導きをしている。
また森本は、〈魔界にはいらうとつとめて、魔界にははいりがたかつた〉という西山老人には芸術家としての川端の思いが込められていて、最後の『たんぽぽ』で自身の〈魔界〉の新展開を描こうとした実験意欲が看取されるとし、画家のゴヤの晩年に、自身の内面世界に棲む暗黒の〈魔界〉を仮託した川端が、もう1人の自身の分身でもある木崎正之を崖から海中に墜死させる意味や、稲子の造型に、川端の養女の黒田政子（麻紗子）があることを探りながら以下のように考察している。
富岡幸一郎は、川端の『眠れる美女』『みづうみ』などの底流に流れる〈愛〉の交流の不可能性の主題を鑑みつつ、〈過度の、極度の、愛から〉久野の体が見えなくなる稲子の〈人体欠視症〉の意味を探りながら、「日常の時空間において、人間は互いに相手を侵犯することも、蹂躙することもなく、果して愛し合うことができるのか」という命題を可能たらしめるには、「その瞬間に地上の相手の『体』は、消え失せていなければならないのではないか」とし、この「不可能な可能性を追求した実験小説」が、川端が最後に辿り着いた『たんぽぽ』であり、川端文学の中でも最も前衛的で西洋的価値基準による近代小説から遥か遠くを見据えた作品だと解説している。
そして富岡は、川端がこの物語で「不滅の少女」を描こうとし、川端自身がその「聖性と同一化」することを目指そうとしているとし、川端の理想の少女像に元々ある「両性具有的な要素」が垣間見える稲子の存在を、「〈性〉に到達することのない〈純潔過ぎるほど〉の愛の透過性――すなわち愛する者の生命の核を永遠に侵犯することのない、抽象物としての〈男〉であり〈女〉である」と考察しながら、父の事故死と、久野との関係で現実には聖性を失い〈女〉になった稲子が、久野の前に〈桃色の虹のやうな弓形〉を見るのは、性愛を浄化し「透明な聖少女」への回帰を意味するものとしている。
また『たんぽぽ』で川端が試みたのは、〈小説の言葉〉をさらに逸脱し、文学以前の「声の世界」を求め〈日本の古典詩歌〉に近づくことであったと、川端の考えた近代小説崩壊観から富岡は考察している。

## おもな刊行本

### 単行本
- 『たんぽぽ』（新潮社、1972年9月30日）  NCID BN05804791
  - 装幀：東山魁夷。四六判。函入。202頁
  - 解説：佐伯彰一。解題：川端香男里
- 文庫版『たんぽぽ』（講談社文芸文庫、1996年1月10日）
  - カバーデザイン：菊地信義
  - 解説：秋山駿「不思議な作家」。作家案内：近藤裕子「小説家の視力」。資料：川端香男里「『たんぽぽ』覚書」。著書目録：川端香男里。

### 全集
- 『川端康成全集第15巻 たんぽぽ・竹の声桃の花』（新潮社、1973年9月30日）
  - カバー題字：松井如流。菊判変形。函入。口絵写真2葉（著者小影、女の首）
  - 収録作品：「たんぽぽ」「隅田川」「竹の声桃の花」「髪は長く」「友人の妻」「美しい日本の私」「ほろびぬ美」「美の存在と発見」、ほか24編
- 『川端康成全集第18巻 小説18』（新潮社、1980年3月20日）
  - カバー題字：東山魁夷。四六判。函入。
  - 月報：中村光夫「川端文学の特質」「『みづうみ』と『眠れる美女』」。川端秀子「川端康成の思い出（二）」
  - 収録作品：「みづうみ」「眠れる美女」「古都」「たんぽぽ」

## 派生作品・オマージュ作品
※出典は
- 人体欠視症治療薬（小川洋子、クラフト・エヴィング商會、2006年10月6日 – 10月20日）
  - 『注文の多い注文書』（2014年1月）に収録。